# Rhett Titus
Everett Lawrence Titus, detto Rhett (Forked River, 15 settembre 1987), è un wrestler statunitense, conosciuto con il ring name di Rhett Titus.
Attualmente, lavora nella Ring of Honor.

## Carriera
Titus inizia ad allenarsi al ROH Wrestling Academy sotto la guida di Bryan Danielson all'età di diciassette anni. Titus dice sempre che allenarsi con Danielson fu terribile ma fece molto bene alla sua carriera.

### Ring of Honor (2006 - Presente)
Titus debutta nella Ring of Honor nel 2006, a Glory by Honor V, il giorno del suo ventunesimo compleanno, dove perde un match di coppia insieme a Pelle Primeau contro i Ring Crew Express. A Caged Rage, il 24 agosto 2007, perde uno Steel Cage Match contro Jimmy Jacobs. Titus, nel 2008, vince il ROH Top of the Class, un trofeo che viene mantenuto fino alla data del suo ritiro, nell'ottobre dello stesso anno. Inizia poi una faida con Delirious per l'amore di Daizee Haze. A Edge of Insanity, Delirious si unisce alla Age of the Fall e sconfigge Titus. La faida finisce quando a Rising Above, Delirious lo sconfigge in un Grudge Match.
Nel 2009, Titus inizia a fare coppia con Kenny King negli All-Night Express. Nel marzo 2009, Titus e King formano un'alleanza contro Austin Aries, interferendo nei suoi match e attaccandolo. Il 18 dicembre 2010, a Final Battle 2010, Titus e King sconfiggono Adam Cole e Kyle O'Reilly. Il 26 febbraio 2011, Titus e King non riescono a conquistare il ROH World Tag Team Championship perdendo contro Claudio Castagnoli e Chris Hero. Successivamente King e Titus turnarono face e lottarono insieme contro i Briscoe Brothers. Il 6 aprile 2011, la ROH annuncia che Titus ha rinnovato il contratto con la federazione. A Death Before Dishonor IX, Titus vince un Ladder Match di coppia insieme al suo compagno Kenny King contro i Briscoe Brothers. Il 1º ottobre, Titus e King perdono per schienamento un altro match di coppia contro i Briscoe Brothers. Invece, il 5 novembre, riescono a battere i Campioni di Coppia ROH, Charlie Haas e Shelton Benjamin. Al Survival of the Fittest 2011, perde contro Roderick Strong e a Glory by Honor X, perde il match valido per i titoli di coppia contro Haas e Benjamin insieme a King. Il 4 dicembre, a Northern Aggression, King e Titus battono i Bravados. Il 4 marzo 2012, nello show del decimo anno di attività della ROH, i due battono anche Charlie Haas e Shelton Benjamin per la seconda volta. Mentre il 30 marzo, battono gli Young Bucks in un Tornado Tag Team Match. A Unity, il 28 aprile, sconfiggono Michael Elgin e Roderick Strong e il giorno dopo, al Dayton Show, battono gli atleti OVW Christopher Silvio e Mohamad Ali Vaez. A Border Wars, il 12 maggio, Titus, King e TJ Perkins battono gli Young Bucks e Mike Mondo in un 6-man tag team match. A Best in the World 2012, Titus e King riescono, dopo tanto tempo, a conquistare i ROH World Tag Team Championship sconfiggendo Charlie Haas e Shelton Benjamin. Il loro regno però, è di brevissima durata, dato che dopo qualche giorno, sono costretti a rendere le cinture vacanti in seguito al passaggio di Kenny King in TNA. Partecipa al torneo per la riassegnazione insieme a Charlie Haas, battendo al primo turno i Guardians of Truth. L'8 settembre, prende parte ad un 3 on 3 Steel Cage Tag Team Match dove lui e i Briscoe Brothers sconfiggono Jimmy Jacobs, Steve Corino e Kevin Steen. Il 15 settembre, però, Titus è opposto ai Briscoe insieme a Charlie Haas nella semifinale del torneo per le cinture vacanti e riescono ad andare in finale, salvo poi essere battuti da Jacobs e Corino, che vincono così le cinture.

### Full Impact Pro (2006 – 2010)
Titus debutta nella Full Impact Pro (FIP) nel novembre 2006. Il 10 novembre, Titus debutta a All of Nothing, insieme a Alex Payne perdendo un match contro Steve Madison & Chasyn Rance. Il giorno dopo, Titus e Payne vincono per squalifica. Successivamente, Titus inizia una faida con Grizzly Redwood, che culmina in un 6-man tag team match fra Redwood e i Loggers contro Titus e gli Heartbreak Assassins a Unstoppable 2008. Poi, Titus vince il FIP Florida Heritage Championship il 28 marzo 2009, sconfiggendo Chris Jones. Perde il titolo a Fallout 2009, il 3 ottobre, contro Brad Allen. Titus fa la sua ultima apparizione per la FIP a Southern Stampede il 17 aprile 2010, partecipando ad una battle royal e battendo Bruce Santee in un match singolo.

## Vita privata
Titus ha un figlio, Chase, nato il 5 maggio 2005.

## Personaggio

### Mosse finali
- Muff Driver (Crucifix powerbomb)
- Frog splash
- Sex-Factor (Sitout facebuster - a volte dalla terza corda
- Thrust Buster (Leapfrog)

### Manager
- Austin Aries
- Heartbreak Enterprises

### Soprannomi
- "Addicted to Love"
- "Rhettski the Jetski"
- "The Sexiest Man Alive"

## Titoli e riconoscimenti
Force One Pro Wrestling
- NWA Force 1 Heritage Championship (1)

National Wrestling Superstars
- NWS Jersey Shore Championship (1)
- NWS Jersey Junior Heavyweight Championship (1)
- Chris Candido Memorial J-Cup Tournament (2008)
- NWS/WSU King and Queen of the Ring Tournament (2008) - con Nikki Roxx

Premiere Wrestling Xperience
- PWX Heavyweight Championship (1)

Full Impact Pro
- FIP Florida Heritage Championship (1)

Ring of Honor
- ROH World Tag Team Championship (1 - con Kenny King)
- ROH Top of the Class Trophy (1) ultimo campione

Pro Wrestling Illustrated
- 97º tra i 500 migliori wrestler singoli nella PWI 500 (2012)